# Roy Kerr
Roy Patrick Kerr (Kurow, 16 de maio de 1934) é um matemático neozelandês.
É conhecido pela descoberta da métrica de Kerr, uma solução exata das equações de campo de Einstein da relatividade geral. Esta solução modela o campo gravitacional exterior a um objeto massivo em rotação sem carga elétrica, incluindo, mais destacadamente, um buraco negro em rotação.

## Condecorações e premiações
- Medalha Hector, 1982
- Medalha Hughes, 1984[1]
- Medalha Rutherford, 1993[2]
- Prêmio Marcel Grossmann, 2006
- Medalha Albert Einstein, 2013
- Prémio Crafoord, 2016